# 반디 (작가)
반디(1950년 ~ )는 조선민주주의인민공화국의 반체제 작가이다. 반디는 작가의 필명이고, 본명은 알려지지 않았다.
폭압적인 전체주의 체제를 고발한 단편들을 김일성·김정일 저작물 속에 숨겨 브로커를 통해 대한민국으로 반출하였다. 이 단편들은 《고발》이라는 제목으로 2014년에 조갑제닷컴에서 출간되었다.
2018년에 시집 《붉은 세월》이 조갑제닷컴에서 출간되었다.

## 작품
- 2014년 단편소설집 《고발(영어판)》 (조갑제닷컴)
- 2018년 시집 《붉은 세월》 (조갑제닷컴)

## 같이 보기
- 제임스 처치
- 조선민주주의인민공화국의 문학